# Herman Greulich
 (janvier 2017).
Herman Greulich, né le 9 avril 1842 à Wrocław et mort le 8 novembre 1925 à Zurich, est un syndicaliste et une personnalité politique suisse, membre du Parti socialiste.

## Biographie
Relieur de profession, Herman Greulich, il fait partie, en 1873 des fondateurs de la Fédération ouvrière suisse. Il commence sa carrière politique au législatif de la ville de Zurich (qu'il préside entre 1904 et 1905) en 1892 et y reste jusqu'en 1925 ; parallèlement, il est également élu au Grand Conseil zurichois entre 1890 et 1893, puis entre 1896 et 1899 et encore entre 1901 et 1925. Il est enfin Conseiller national de 1902 à 1905, puis à nouveau de 1908 à sa mort